# Satan (Berg)
Der Satan (deutsch Satan, ungarisch Sátán, polnisch Szatan) ist ein 2422 m n.m. hoher Berg in der Hohen Tatra in der Slowakei. Der Berg befindet sich auf der Hauptachse des Seitengrats Hrebeň bášt (deutsch Basteigrat), hat zwei näher nicht benannte Gipfel (Nord und Süd) und erhebt sich über den Tälern Mlynická dolina im Westen und Mengusovská dolina im Osten.
Der Name des Bergs ist, ähnlich wie bei den nahen Felstürmen Pekelník (2374 m n.m.) und Diablovina (2390 m n.m.) sowie bei den Sattel Satanovo sedlo und Diablovo sedlo, mit der Thematik der Hölle verbunden. Einer Legende zufolge verbarg der Satan in der Rinne Satanov žľab (deutsch Satancouloir) einen Schatz, den ein Hirte mit einem Zauberer suchte. Sie wurden aber immer wieder durch Satans Felsblöcke verjagt. Nach einer anderen Version trieb der Satan zum Berg einen listigen Goralen, der den Schatz wegnahm, durch einen Trick bekam der Satan aber keine Seele. In Wirklichkeit gab es im 18. Jahrhundert Bergbauaktivität durch Goldgräber an den Hängen des Bergs, aus dem häufig Felsblöcke ins Tal fielen.
Der Berg liegt abseits von touristischen Wanderwegen und ist somit offiziell nur für Mitglieder alpiner Vereine oder mit einem Bergführer erreichbar.